# 423 (číslo)
Čtyři sta dvacet tři je přirozené číslo. Následuje po číslu čtyři sta dvacet dva a předchází číslu čtyři sta dvacet čtyři. Římskými číslicemi se zapisuje CDXXIII a řeckými číslicemi υκγ.

## Matematika
423 je:
- Deficientní číslo
- Složené číslo
- Nešťastné číslo

## Astronomie
- (423) Diotima je planetka hlavního pásu, kterou objevil v roce 1896 Auguste Charlois

## Ostatní
- +423 je mezinárodní telefonní předvolba Lichtenštejnska

## Roky
- 423
- 423 př. n. l.